# Homo antecessor
Homo antecessor is een fossiele mensensoort die voor het eerst in Spanje werd gevonden. Omdat de Spaanse ontdekkers menen dat het om de eerste Europese inwoner gaat, hebben ze hem naar het Latijnse woord voor "ontdekker", "pionier" genoemd: antecessor. De soort leefde rond de 800 000 jaar geleden (in het Vroeg Pleistoceen) in Eurazië en mogelijk Afrika.
De botten van Homo antecessor werden in 1994 ontdekt in het Atapuercagebergte in de Noord-Spaanse provincie Burgos, in de Gran Dolina-grot. Een 780 000 jaar oud skelet van een tienjarig meisje is het best bewaard gebleven. De soort werd in 1997 benoemd. Tot 2007 zijn zo'n 170 beenderen opgegraven.
Homo antecessor werd ongeveer even lang als de moderne mens maar had een wat kleinere herseninhoud met een laag voorhoofd. Hij deelde met de moderne mens een tamelijk plat gezicht, zonder ver naar voren uitstekende bovenkaken. Zijn onderarmen waren relatief lang.
Homo antecessor is volgens de ontdekkers de laatste gemeenschappelijke voorouder van Homo sapiens en de neanderthalers. Sommige onderzoekers zien hem echter als een jonger synoniem van (en dus identiek aan) Homo heidelbergensis of Homo ergaster (welke zelf ook als een vroege Homo erectus gezien is). Andere onderzoekers vinden dat Homo antecessor de evolutionaire overgangsvorm is van Homo ergaster naar Homo heidelbergensis.
H. antecessor joeg op herten. Er zijn aanwijzingen dat hij als een kannibaal ook zijn soortgenoten at. Noten en bessen kunnen een belangrijk deel van zijn voedsel hebben gevormd. Hij schijnt het gebruik van vuur nog niet te hebben gekend. Opvallend is dat de werktuigen in de Gran Dolina gevonden voor die periode en plaats tamelijk archaïsch zijn, bestaande uit stenen die snel van een enkelvoudige snijrand zijn voorzien. Ze zijn bijna identiek aan werktuigen van de Oldowantraditie (2,6 miljoen jaar oud). Er bevinden zich echter ook wat grove vuistbijlen onder.

## Ontdekking

### Homo antecessorwordt benoemd
De Sierra de Atapuerca, een klein bergmassief bij Burgos, stond al in de negentiende eeuw bekend als bron van vele fossielen. In 1863 werden archeologische vondsten gemeld uit de Cueva Clega. Een andere grot die belangstelling kreeg, was de Cueva Mayor. In 1966 vond archeoloog Francisco Jordá Cerdá in de Gran Dolina ("grote zinkgat") prehistorische werktuigen. In 1976 onderzocht Trinidad Torres de Gran Dolina op zoek naar berenfossielen. Daarbij bezocht hij ook de nabijgelegen Sima de los Huesos ("beenderput"). Daar trof hij naast beren de fragmentarische resten aan van archaïsche mensen, wat de nieuwsgierigheid prikkelde van collegae. Emiliano Aguirre was in de jaren tachtig de eerste die er opgravingen verrichtte, wat tot en met 1993 zo'n 1300 menselijke botfragmenten opleverde. 

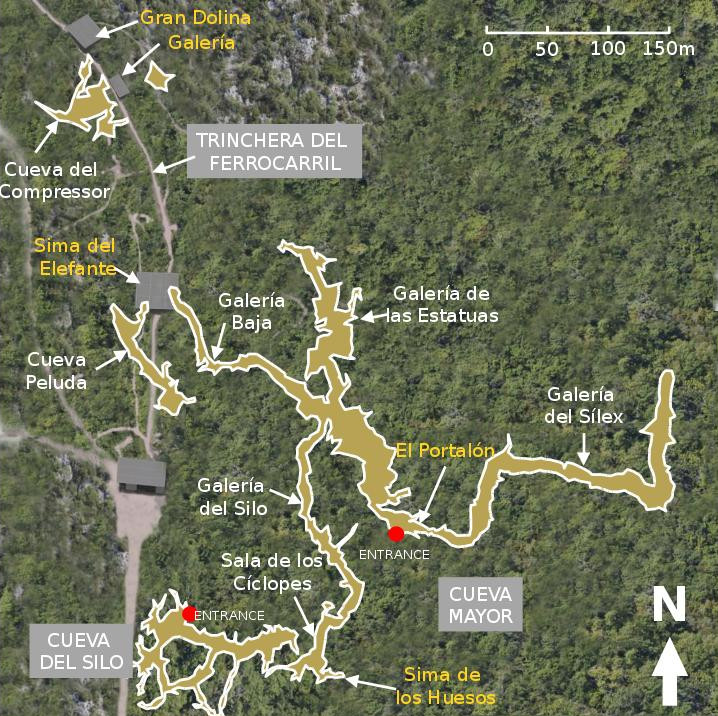
Kaart van het grottenstelsel

In 1992 begonnen José María Bermúdez de Castro, Eudald Carbonell en Juan Luis Arsuaga ook de Gran Dolina systematisch uit te graven, tot een diepte van vijfentwintig meter. Op 8 juli 1994 vond Aurora Martín Nájera er de eerste menselijke botten van een archaïsch type in het naar haar vernoemde Aurora Stratum, een laag met een oppervlakte van dertien vierkante meter. Indertijd waren deze botten vermoedelijk de oudste menselijke resten die ooit in Europa waren aangetroffen, hoewel dat niet bekend was omdat Homo cepranensis te oud gedateerd werd. De vondsten werden in 1995 in de wetenschappelijke literatuur gemeld. De eerste serie opgravingen werd voortgezet tot en met 1996.
De onderzoekers kwamen tot de conclusie dat het een geheel nieuwe soort betrof. In 1997 benoemden ze die als Homo antecessor. De soortaanduiding betekent "voorganger" in het Latijn. Ze meenden namelijk dat dit de eerste mensensoort was die Europa koloniseerde. 
Het holotype is specimen ATD6-5, een stuk rechteronderkaak dat nog de kiezen bewaart en wat losse tanden. In het begin van de twintigste eeuw was het totaal aan specimina opgelopen tot ruim honderd. Latere opgravingen tussen 2003 en 2007, over een extra tien vierkante meter, voegden daar nog eens zestig stukken aan toe. De belangrijkste daarvan zijn de specimina ATD6-15 en ATD6-69 die de vorm van het aangezicht onthullen. Behalve schedelelementen zijn ook wervels, ribben, een sleutelbeen, onderarmbeenderen, vingerkootjes, middenvoetsbeentjes en uiteinden van dijbeenderen en scheenbeenderen gevonden, allemaal uit laag TD6. Ze vertegenwoordigen een minimum van vier individuen.

### Latere vondsten

#### Sima del Elefante, Spanje
In 2007 vonden Spaanse onderzoekers in de Sima del Elefantegrot, die ongeveer tweehonderd meter van de Gran Dolinagrot af ligt, een 1,2 tot 1,1 miljoen jaar oude tand van een individu van tussen de twintig en vijfentwintig jaar oud. Op 27 maart 2008 kondigden deze wetenschappers onder meer de ontdekking aan van een fragment van een onderkaak (samen met de tanden het specimen ATE9-1 vormend), stenen scherven en het bewijs - in de vorm van een bewerkt bot - dat Homo antecessor aldaar dieren slachtte. De Simo del Enfante en Gran Dolina vormen een onderdeel van een complex van grotten gelegen in de Sierra de Atapuerca. Dit grottencomplex is door de Unesco aangewezen als werelderfgoed.

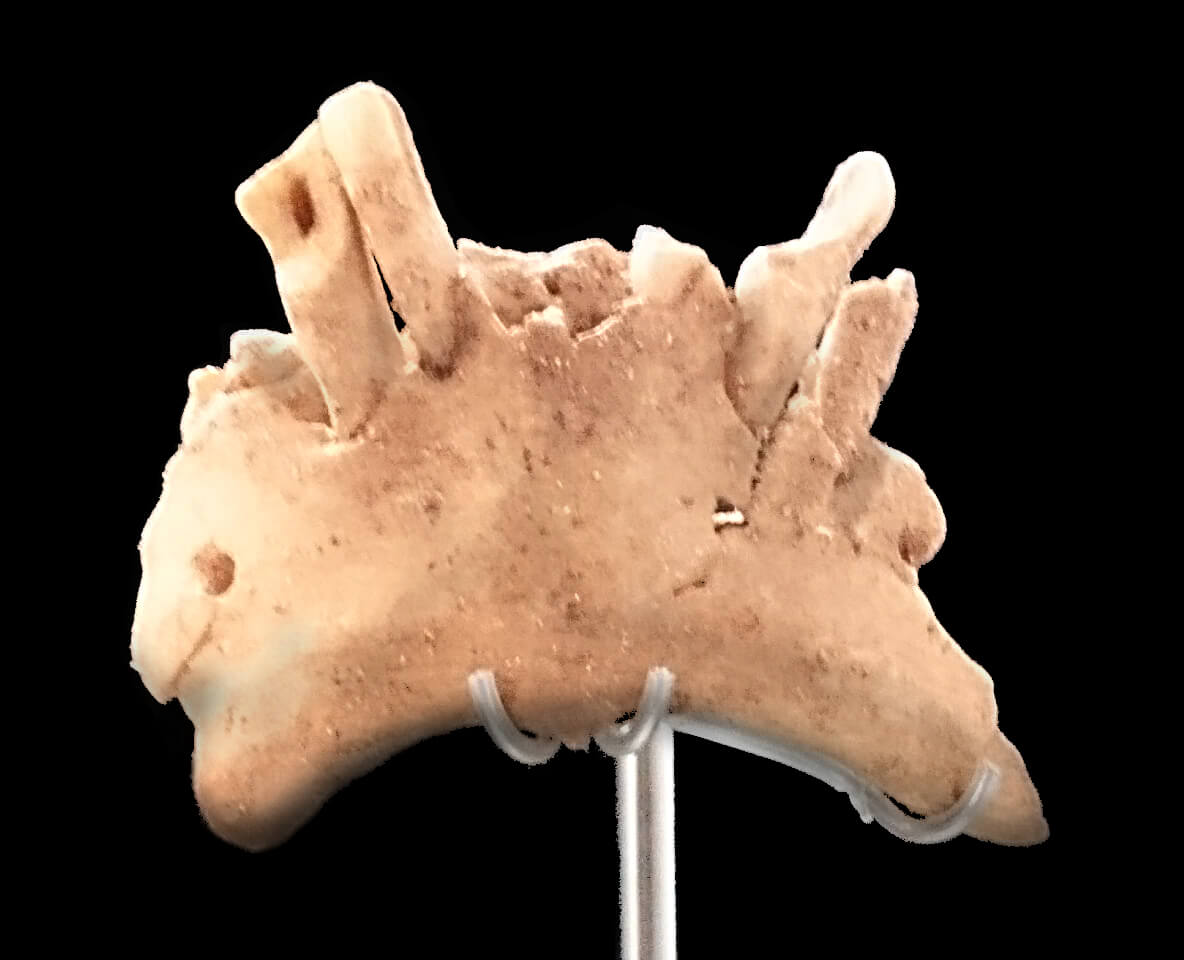
ATE9-1

In 2011 concludeerde een studie dat de vondst niet met zekerheid aan Homo antecessor kon worden toegewezen, maar slechts aan een onbepaalde Homo sp. Dit vermindert het bereik in de tijd van H. antecessor aanzienlijk.

#### Norfolk, Engeland
In 2010 zijn weliswaar geen fossiele resten, maar wel stenen werktuigen gevonden in Happisburgh, Norfolk die aan Homo antecessor worden toegeschreven, wat zou impliceren dat deze mensachtige al ongeveer 800 000 jaar geleden in Engeland leefde.
Bevestigd wordt dit door de vondst van 800 000 jaar oude voetafdrukken van maximaal vijf individuen van Homo antecessor in de modder van een oude zeearm bij deze locatie. Uit de grootte van de voetafdrukken kan worden afgeleid, dat ze van een man en een aantal kleinere mensen afkomstig zijn, misschien wel vrouwen en kinderen. De onderzoekers vermoeden dat dit niet een jachtgroep was, maar een gezin. De individuen waren tussen 93 centimeter en 1,73 meter lang.

## Beschrijving

### Grootte
Homo antecessor was ongeveer 1,6 tot 1,8 meter lang en de grootste mannen wogen ongeveer negentig kilogram. Het sleutelbeen ATD6-50, vermoedelijk van een grote volwassen man, wijst op een lengte van tussen de 162,3 en 186,8 centimeter met een gemiddelde schattingswaarde van 174,5 centimeter, wat in 1999 berekend werd op grond van het verband tussen sleutelbeenlengte en lichaamslengte bij de moderne populatie van India, het enige land waarvan zulke gegevens bekend waren. Een spaakbeen van een volwassen individu, specimen ATD6-43, dat zo lichtgebouwd was dat het van een vrouw zou kunnen zijn, wijst op een lengte van 172,5 centimeter, afgaande op de correlaties bij moderne populaties. De gevonden middenvoetsbeentjes wijzen op een mannelijke lengte van 173 centimeter en een vrouwelijke van 168,9 centimeter. Hiermee zou H. antecessor wat langer zijn dan West-Europese neanderthalers, die gemiddeld 165,3 centimeter maten, en korter dan vroege moderne West-Europese populaties die gemiddeld 178,4 centimeter lang waren.
Bij specimen ATD6-15, wellicht van een kind van elf jaar oud, wijst de vorm van het voorhoofdsbeen op een herseninhoud van 1000 cc. Bij moderne kinderen van die leeftijd zou dat gemiddeld 1270 cm³ bedragen voor jongens en 1130 cm³ voor meisjes. De hersenen van H. antecessor werden bij volwassen individuen dus kennelijk tussen de circa 1.000 tot 1.150 cm³ groot, kleiner dan het gemiddelde van de moderne mens (1.350 cm³). Ten gevolge van het beperkte fossiele materiaal is er weinig meer van de bouw van deze soort bekend, maar hij was waarschijnlijk robuuster gebouwd dan Homo heidelbergensis.

### Schedel

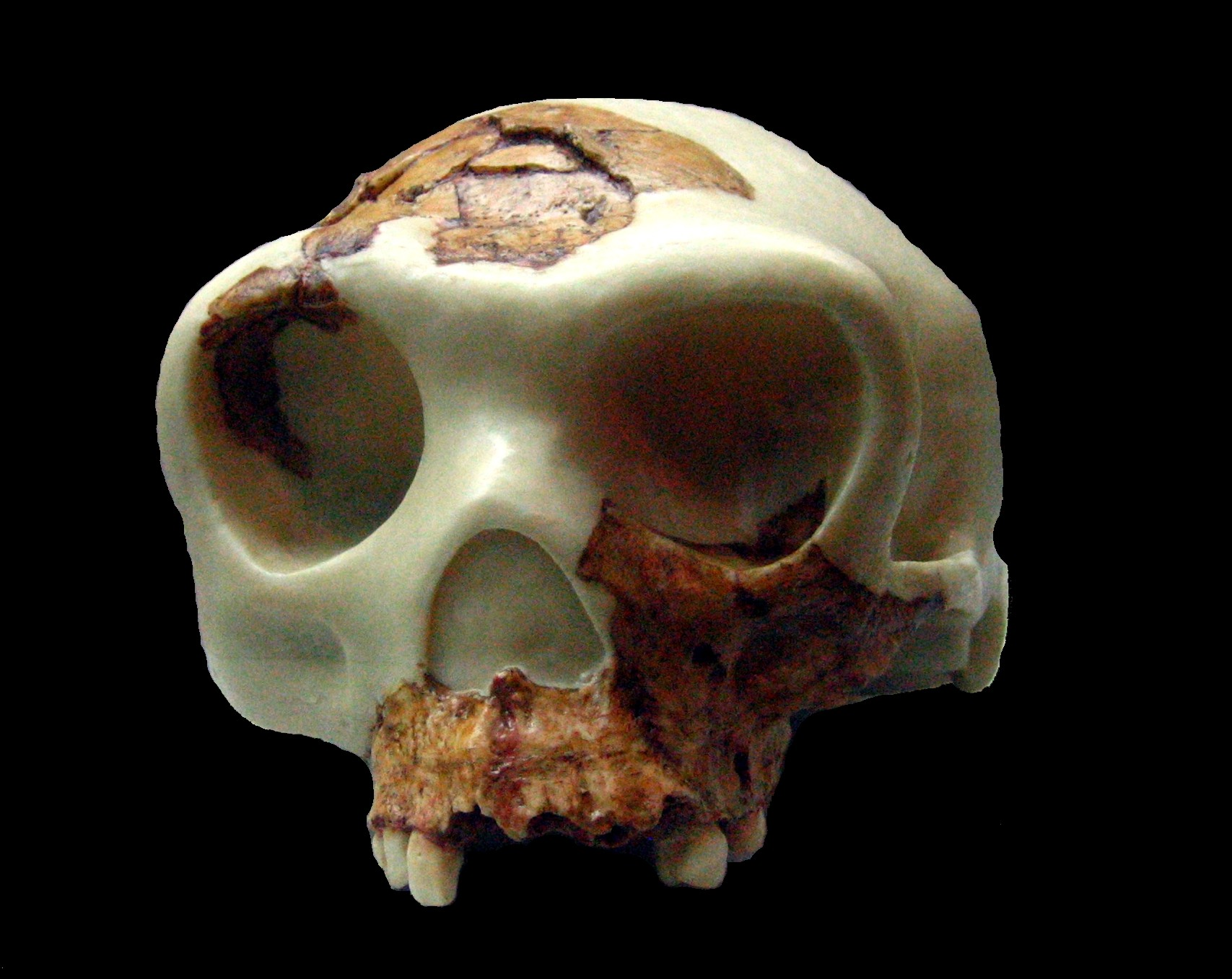
Reconstructie van een Homo antecessor-schedel samengesteld uit botfragmenten. Bevindt zich in het Museu d'Arqueologia de Catalunya in Barcelona (Spanje).

De schedel van H. antecessor had een vorm de erg leek op die van andere mensensoorten met wie hij de planeet deelde: met een laag voorhoofd en dikke wenkbrauwwallen. Die wallen zijn overigens dubbel gewelfd zoals bij latere homininen, niet een enkele rechte lijn vormend als bij de Aziatische Homo erectus. De bekende schedels zijn ook in het algemeen minder robuust dan bij H. erectus en zeker de neanderthalers. Dat kan echter samenhangen met het feit dat ze voornamelijk van vrij jeugdige individuen zijn waaronder meisjes. Kinderen en vrouwen hebben bij mensachtigen minder zwaargebouwde skeletten. In hun lichte bouw doen ze denken aan de schedels van moderne mensen. Dat wordt versterkt door hun vlakke gezicht zonder veel prognatie, dus het naar voren uitsteken van de bovenkaken. Overeenkomstig is de crista zygomaticoalveolaris, de beenkam die het jukbeen met het bovenkaaksbeen verbindt, naar beneden gebogen. Volgens een studie van Sarah Freidline uit 2013 zouden die kenmerken ook bij oudere individuen niet verdwenen zijn. Ook het neusbeen lijkt op dat van Homo sapiens: de vloer van de neusholte is vlak of iets hellend in tegenstelling tot de trede die bij basale vormen en neanderthalers aanwezig is. Bij de tandkas van de hoektand is een verticale groeve aanwezig, zoals bij moderne mensen. Die wordt gevormd doordat het hele gezicht hier plat overdwars staat en naar beneden en achteren buigt; de onderrand van dit gebied loopt horizontaal en staat hoog. Ook afgeleid is het bultje van het tuberculum zygomaxillare op het bovenkaaksbeen, het oudste bekende voorkomen van dit kenmerk. In het verhemelte ligt het kanaal van de canalis incisivus vooraan en staat vrijwel verticaal zoals bij moderne mensen en neanderthalers.

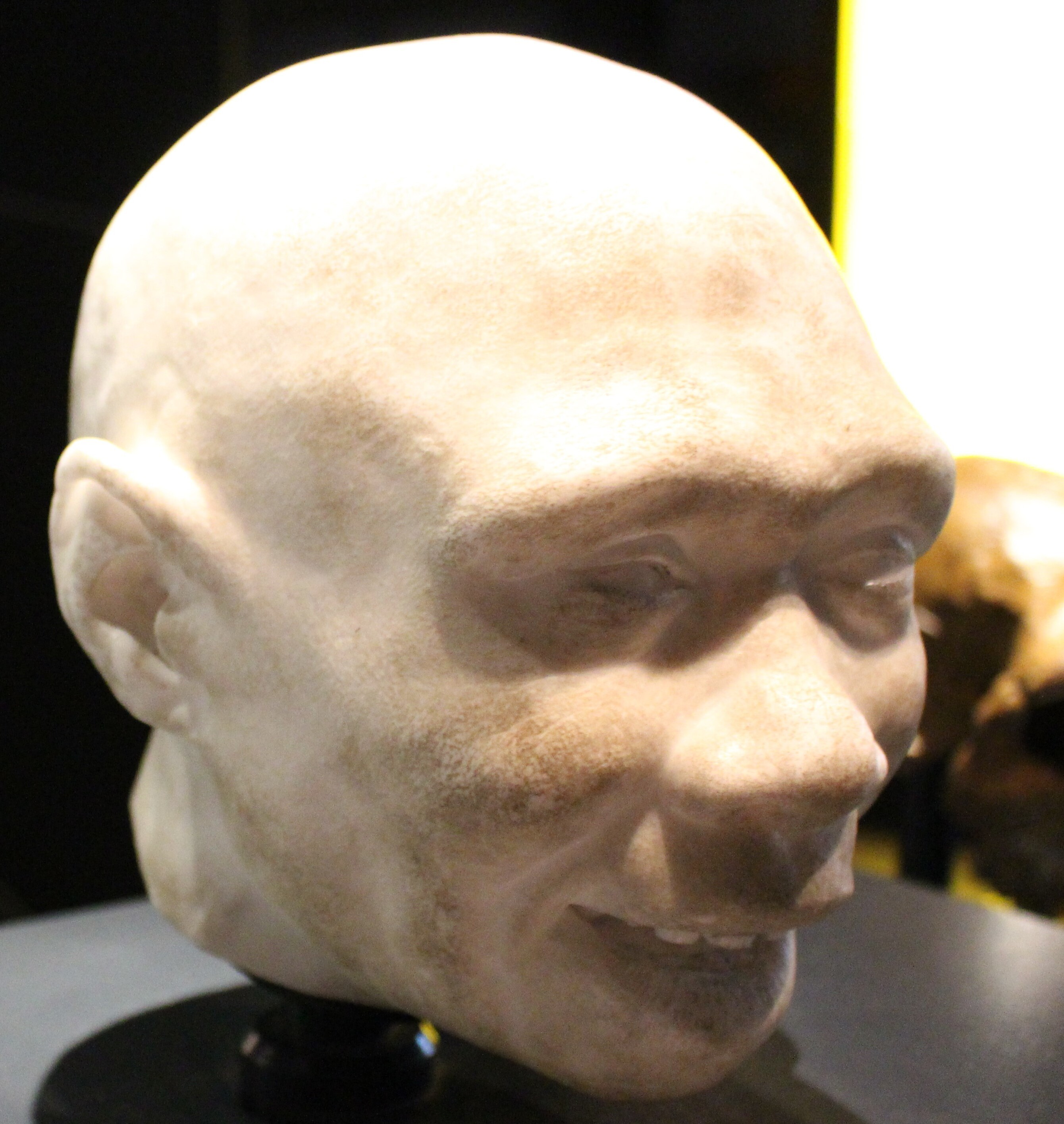
Een model van het hoofd van een kind

Het schedeldak heeft een lichte kam over de middenlijn lopen in de vorm van een lage verheffing. Dat komt juist weer overeen met Homo erectus. Ook basaal is het vastgegroeid zijn van de processus styloideus ossis temporalis, het penvormig uitsteeksel van het slaapbeen, aan de schedelbasis. Meer afgeleid is dat de squama van de slaapbeenderen bovenaan bol oprijzen en de zijwanden horizontaal juist afgeplat zijn. De processus pterygoideus ossis sphenoidalis, een bult aan het wiggenbeen, is groot als bij de neanderthalers.

### Onderkaken

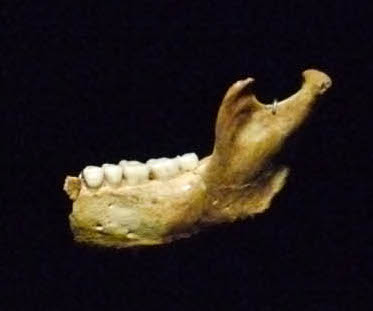
ATD6-96, de mandibula van een volwassen man

De onderkaken, verenigd in een vergroeide mandibula, zijn opvallend lichtgebouwd en laag en in dat opzicht dus weer erg modern. Ook modern is het profiel van de incisura mandibulae, de inkeping in het bovenprofiel van de opgaande tak, vóór het kaakgewricht: het diepste punt ligt aan de binnenzijde. Een ander afgeleid kenmerk is de verticale stand, zonder zijwaartse zwelling, van het gedeelte dat de tandkassen draagt die ook afzonderlijk weinig buitenwaarts gezwollen zijn. Het breedste punt ligt onder de tweede kiezen. Het trigonum postmolare, het driehoekige vlak achter de derde kies, is kort en staat schuin. De groeve onder de tandkassen is achteraan maar ondiep. Achter de symfyse van de onderkaken is het beenvlak van het planum alveolare zeer kort, een afgeleid kenmerk gedeeld met moderne mensen en neanderthalers. De mandibula als geheel is relatief breed en parabolisch in bovenaanzicht: de krommingsindex gemeten als de breedte tussen de derde kiezen gedeeld door de horizontale lengte, ligt onder de 100. Bij basale mensensoorten ligt het meestal boven de 100 en heeft de mandibula een U-vorm in een smalle rechthoek.
In veel opzichten zijn de onderkaken juist basaal. Een kin in de vorm van een tuber symphyseum ontbreekt. Het gonion, de achterste hoek van de onderrand, kromt vrij geleidelijk. De verbinding tussen de incisura mandibulae en de knobbel van het kaakgewricht staat tamelijk zijwaarts. De buitenwand wordt doorboord door verschillende grote foramina waaronder een, het foramen mentale, onder de derde of soms premolaar. De bovenrand en onderrand van het hoofdlichaam van de onderkaak lopen min of meer evenwijdig. De groeven voor de aanhechting van de masseter en de musculus pterygoideus zijn ondiep. De gebruikelijke zwelling onder de achterrand van de tweede kies is maar zwak ontwikkeld. De beenwal voor de tandkassen heeft geen extra ruimte achter de derde kies. De linea mylohoidea loopt min of meer evenwijdig met de bovenrand van de beenwal en bevindt zich onder de derde kies vrij laag. De derde kies wordt in zijaanzicht gedeeltelijk bedekt door de opgaande kaaktak. 
Een speciale overeenkomst met de neanderthalers is dat de bult van het tuberculum pterygoideum mediale extreem ontwikkeld is.
Bij onderkaak ATE9-1 zijn de tanden extreem versleten, zozeer dat de kroon tot in de pulpa geërodeerd is. Dat kan een gevolg zijn van het gebruiken van de mond als een "derde arm" bij het dragen van zware objecten.

### Tanden

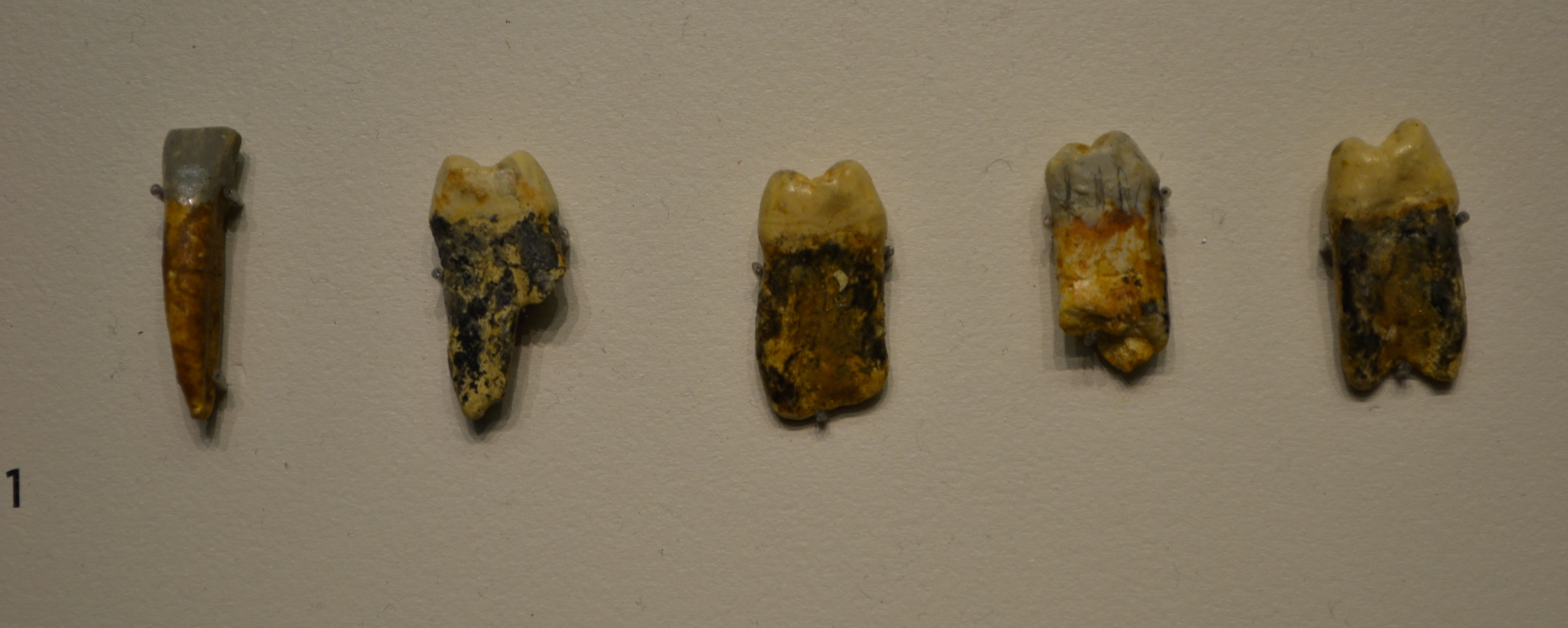
De weinig versleten tanden van een tiener van ongeveer dertien tot veertien jaar oud

Het gebit van H. antecessor heeft in het algemeen dezelfde indeling en vorm als bij de moderne mens, maar de details laten een mengeling zien van basale en afgeleide kenmerken.
De bovenste voortanden zijn driehoekig schepvormig met een bolle buitenzijde en holle binnenzijde. Deze vorm is vooral kenbaar bij de tweede voortand. Dat is een eigenschap die gedeeld wordt met de Pekingmens en moderne Aziatische populaties. Afgeleid is bij de hoektand dat het cingulum, de verdikking aan de tandbasis, tot een restant gereduceerd is en de verticale richel aan de binnenzijde; basaal daarentegen zijn de knobbeltjes aan de zijranden en bij de melktand richels aan de binnenzijde en mesiale rand. De bovenste premolaren zijn vrij modern met een kroon die symmetrisch is door een wat verkleinde knobbel aan de binnenzijde en een cingulum alsmede lengtegroeven aan de buitenzijde. Ze lijken daarmee sterker op kiezen. De bovenste vierde premolaar is nog symmetrischer. Hij toont een restant van een cingulum aan de buitenzijde en verticale groeven zoals bij Afrikaanse en Aziatische populaties maar anders dan typisch is voor Europese groepen uit het vroege en middelste Pleistoceen. De bovenste kiezen lijken meer op die van neanderthalers: ze hebben een schuin ruitvormig profiel, een bollende hypocoon en een toegeknepen kauwvlak op de eerste kies. Een andere overeenkomst is dat het kauwvlak van de twee kies beperkt van oppervlak is. Bij het melkgebit is het tuberculum molare op de eerste kies sterk ontwikkeld. Bij specimen ATD6-69 was de bovenste linkerverstandskies niet uitgekomen, wat ook het uitkomen van de tweede kies voorkwam. Het eerste is vrij gebruikelijk bij moderne mensen maar het tweede is zeldzaam.
De tanden in de onderkaak zijn vrij basaal. Een uitzondering is de grotere dikte overdwars van de voortanden vergeleken met de vroege Homo, Homo ergaster of Homo georgicus. De hoektanden zijn gevormd als in de bovenkaak maar missen de basale knobbeltjes. De onderste derde premolaar (de eerste en twee premolaar zijn bij mensachtigen al verdwenen) heeft een sterk asymmetrische kroon, dus met de buitenste knobbel veel groter en een groot kauwvlak. De derde premolaar heeft een dubbele wortel waarbij de mesiale wortel, aan de zijde van de hoektand, afgeplat is en twee zenuwkanalen heeft. Veel mensensoorten kennen variaties met nog een derde wortel op deze positie. De distale wortel, aan de zijde van de vierde premolaar, heeft maar één kanaal en ligt meer naar binnen. De distale en mesiale randen hebben verticale groeven aan de binnenzijde, die doorlopen naar het cingulum. Ook de vierde premolaar heeft een asymmetrische kroon met een lang talonide en een mesiaal verplaatst metaconide. Het kauwvlak is echter toegeknepen zoals bij de meeste populaties van het Europese Pleistoceen. De onderste derde premolaar is kleiner dan de vierde, een afgeleid kenmerk dat gedeeld wordt met Homo ergaster maar ontbreekt bij Homo habilis en de Aziatische tak van H. erectus. De eerste kies is echter kleiner dan de tweede (ook bij de bovenste kiezen), een basaal kenmerk. Afgeleid is juist weer dat de derde kies kleiner is dan beide. De groeven op het kauwvlak van de kiezen, tussen de vijf hoofdknobbels, vormen een Y-patroon, dus niet het "pluspatroon" dat dominant is bij de moderne mens. Sommige onderste kiezen tonen een middelste kam van het trigonide, die zich naar binnen voortzet tot op het grensvlak van het glazuur en het tandbeen. Dit kenmerk wordt gedeeld met neanderthalers, zij het dat zulke kammen zeldzamer en lager zijn. Overigens is bij alle premolaren en kiezen het tandglazuur min of meer sterk gerimpeld, een basaal kenmerk. Ook zijn deze tanden kleiner dan bij de vroege Homo (Homo habilis in ruimere zin dus inclusief Homo rudolfensis).
Het tandglazuur is verdeeld als bij de neanderthalers, met dikkere lagen email aan de randen dan bij de knobbels. Bij de voortanden is een mate van seksuele dimorfie kenbaar waarbij de vrouwen kleinere tanden hebben, dikker glazuur en een kleiner gedeelte van de kroon bedekt door tandvlees.

### Postcrania

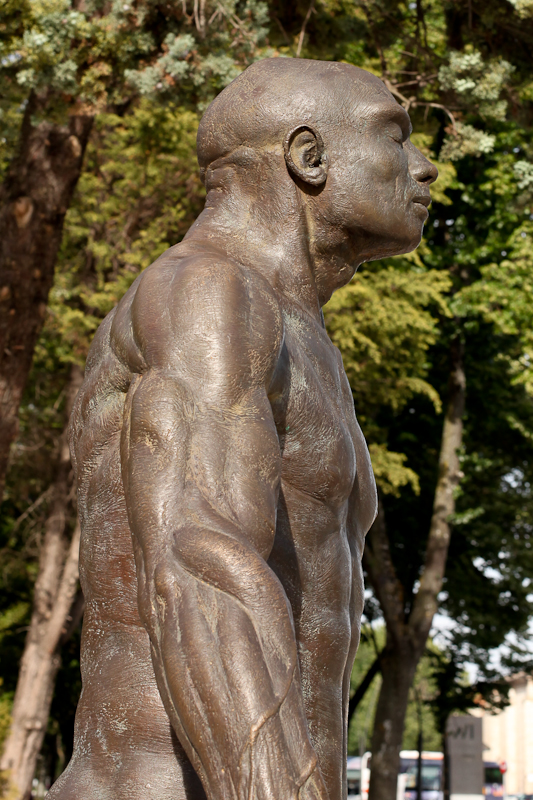
Het is de vraag hoe zwaargebouwd het lichaam van H. antecessor was

Van de postcrania, de delen "achter" de schedel, zijn geen gehele skeletten bekend. Onder de vondsten bevinden zich enkele atlassen, eerste halswervels, die zelden bij fossiel menselijk materiaal worden aangetroffen. Ze verschillen in vorm niet van moderne wervels. Ook draaiers, tweede halswervels, zijn gevonden. De draaier heeft een hoog doornuitsteeksel, als hefboom voor de rotatie van het hoofd, en dat staat hier uit onder een hoek van negentien graden, net als bij latere mensensoorten en duidelijk hoger dan de waarde van acht graden bij Homo ergaster. Het ruggenmergkanaal is vrij nauw. Dat wordt wel gezien als een teken van een beperkte beheersing van de ademhaling en een indicatie dat de gesproken taal zich niet of niet volledig had ontwikkeld. Het is overigens omstreden of zulke verstrekkende conclusies wel mogen worden getrokken. Voor de rest lijkt de wervelkolom sterk op die van de moderne mens.
Een gevonden stuk sleutelbeen, specimen ATD6-50, is relatief dik. Dat zou kunnen betekenen dat de sleutelbeenderen platycleidisch waren, lang en afgeplat, wat weer wijst op een brede borstkas. Het uiteinde richting schouder is meer om de as gewrongen. Het borstbeen is smal. Het schouderblad lijkt sterk op dat van moderne mensen, maar de processus acromialis is relatief klein.
De gevonden opperarmbeenderen tonen een grote fossa olecrani, het raakvlak voor het contact met het olecranon van de ellepijp. De verstevigende richels aan de binnenzijde en buitenzijde van de schacht zijn zeer dun, zoals bij neanderthalers. Een stuk spaakbeen, specimen ATD6-43, wijst op een oorspronkelijke lengte van 257 millimeter. Het is opvallend langwerpig en lichtgebouwd, zoals bij moderne tropische populaties. Dit wijkt sterk af van de robuuste bouw bij de neanderthaler. De bouw zou een aanwijzing kunnen zijn dat H. antecessor afstamt van een Afrikaans populatie van Homo ergaster die bekend staat om zijn lange ledematen. Verder zou de onderarm relatief lang kunnen zijn ten opzichte van de bovenarm, wat op zich weer een tropisch kenmerk is, maar ook zou betekenen dat de arm als geheel nog niet zo lang was. De dwarsdoorsnede van de schacht is over de gehele lengte relatief rond in plaats van ovaal. Een basaal kenmerk is dat de nek van het spaakbeen tamelijk lang is, zowel absoluut als relatief, wat een betere hefboomwerking verschaft aan de musculus biceps bracchii en een beter vermogen tot tillen. Net als bij de moderne mens en H. heidelbergensis, maar anders dan bij de neanderthaler of Homo erectus, is de bult op de binnenzijde onder de nek, de tuberositas radii, meer voorwaarts geplaatst.
Het dijbeen heeft een robuuste bouw zoals bij alle oudere mensensoorten — en sommige moderne populaties. De fossa trochanterica, dus de groeve bij de trochanter major, en de crista posterior zijn sterk ontwikkeld, wat duidt op een krachtige musculatuur en stevige kapsels. Twee knieschijven zijn ook gevonden, de specimina ATD6-22 and ATD6-56. Ze zijn smal als bij Homo sapiens, maar rechthoekig in plaats van driehoekig. Ze zijn klein en dun, wellicht afkomstig van jonge meisjes. De bult op het voorvlak, de aanhechting voor de knieschijfband, het ligamentum patellae, is laag. De zijdelingse facetten die het contact verzorgen met het kniegewricht hebben een ander patroon dan bij moderne mensen. Daar is het buitenste facet het grootste, maar bij ATD6-56 zijn beide even lang terwijl bij ATD6-22 juist het binnenste het langst is. Het buitenste facet loopt over in een recht vlak in plaats van beperkt te zijn tot een inkeping voor de musculus quadriceps femoris, een zeldzame conditie bij moderne mensen.
De middenvoetsbeentjes en teenkootjes zijn min of meer modern van vorm. De grote teen is relatief robuust. Dat kan betekenen dat lopend bij de afzet van de voet de kracht meer van de hiel naar de binnenzijde geleid werd. Het sprongbeen, het deel van het enkelgewricht dat contact maakt met het scheenbeen, is uitzonderlijk lang en hoog. Het gewricht met het scheenbeen, de trochlea, is op zich ook lang wat de nek van het sprongbeen, de connectie tussen de trochlea en de kop aan de zijde van de middenvoet, korter maakt. Dit zou de druk op het kraakbeenkapsel kunnen verlagen en een grotere buiging toestaan, beide aanpassingen aan een robuust en zwaar lichaam. Zo is althans het voorkomen van deze kenmerken bij de neanderthaler verklaard.

## Levenswijze

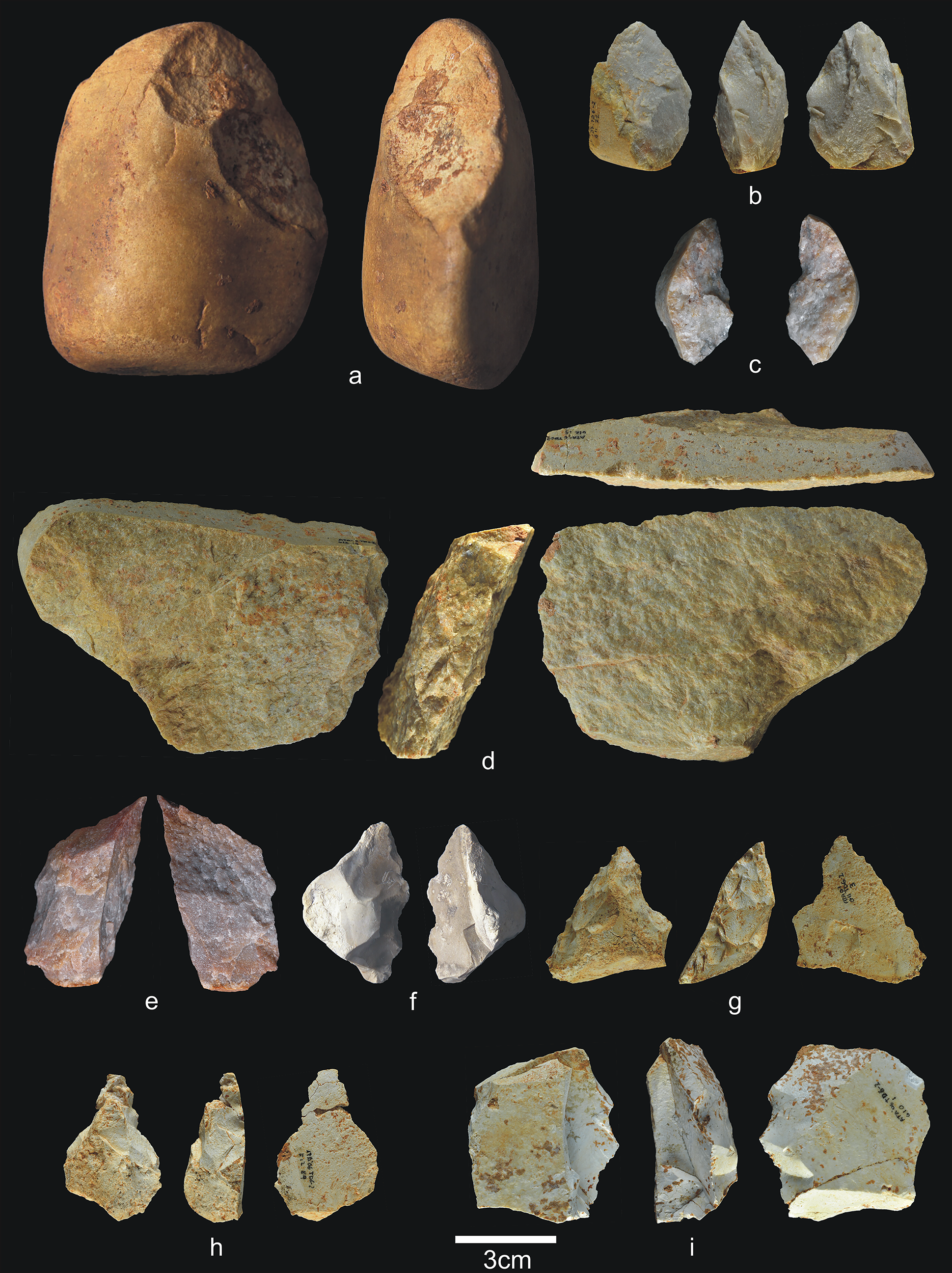
Choppers en schrapers

### Werktuigen
In laag TD 6 is een duizendtal stenen werktuigen gevonden. Die zijn vrij eenvoudig, maar toch iets verfijnder dan het Oldowan-niveau. Men kan naast choppers ook steenkernen aantreffen, talrijke bewerkte afslagen, schrapers, hamerstenen en zelfs grove vuistbijlen. Het niveau van het Acheuléen wordt dus benaderd. Het is onduidelijk of dit een autonome ontwikkeling is, of dat de techniek overgenomen werd uit Afrika waar vuistbijlen al een miljoen jaar eerder te vinden zijn.

### Voedsel
Het wat bolle brein, het oudste bekende met deze vorm, is wel gezien als een aanwijzing dat H. antecessor een generalist was, die velerlei voedselbronnen kon exploiteren. Er zijn sterke aanwijzingen dat vlees een belangrijke voedselbron was. De vorm van het schouderblad is niet zo geschikt om in bomen te klimmen maar wel om overhands een speer te werpen. Hiertegen spreekt weer dat de vrij korte onderbenen niet zo geschikt waren voor een achtervolgingsjacht, maar wellicht joeg men voornamelijk uit hinderlagen of in een klopjacht. Bij het vierde middenvoetsbeentje ATD6-124 is een de binnenzijde een marsbreuk zichtbaar zoals veroorzaakt kan zijn door het langdurig geforceerd lange afstanden te voet afleggen.
De bij de Gran Dolina-opgraving gevonden simpele stenen werktuigen zijn wellicht gebruikt bij het slachten en bewerken van prooidieren. Dit wordt bevestigd door nabijgelegen botten die snijsporen en ongeheelde breuken vertonen, wat aantoont dat deze mensensoort de dieren vilde, ze van het vlees ontdeed en zelfs het merg als voedsel gebruikte. De huid gebruikte men voor kleding. De prooien bestonden voornamelijk uit herten zoals Eucladoceros. De gedode dieren werden kennelijk in hun geheel de grot binnengedragen en daar pas geslacht wat wijst op een mate van sociale voedselverdeling. Ook de Griekse landschildpad werd gegeten. 
Het landschap was begroeid door jeneverbesen en eiken. H. antecessor kan ook noten hebben gegeten, zoals olijven, hazelnoten, beukenootjes, de zaden van de mastiekboom en walnoten die allemaal in zijn gebied groeiden. Overigens is daar weinig direct bewijs voor; in de laag worden voornamelijk de steenvruchten van de netelboom gevonden die maar een dunne schil van vruchtvlees hebben, maar wel een medicinale werking bezitten. De korte benen en roteerbare enkels kunnen aanpassingen zijn geweest voor een langdurig staan bij het verzamelen van bessen. Aan de onderzijde van dijbeen ATD6-56 is een anderhalve centimeter lange osteofyt zichtbaar, een beenspoor dat het gevolg kan zijn geweest van langdurige belasting door hurken of knielen bij het verzamelen van voedsel. Het kan echter ook veroorzaakt zijn door een stootblessure.
Opvallend is, dat er geen sporen van vuur in de leefruimten en op de beenderen van de prooidieren aangetroffen zijn. Deze mensachtige gebruikte dus geen vuur om te verwarmen en het eten te bereiden. Kennelijk werden rauw vlees en taaie wortels goed gekauwd. De eerste eenduidige bewijzen van vuurgebruik door mensen zijn zo'n vierhonderdduizend jaar oud, maar er zijn ook indicaties van een eerdere beheersing van vuur. In Spanje zijn vondsten gedaan, even oud als H. antecessor, van botjes van kleine zoogdieren die zijn blootgesteld aan een temperatuur van zeshonderd graden Celsius wat typisch is voor kampvuren maar zeldzaam bij veldbranden. Het klimaat was niet extreem koud, wat warmer dan de huidige temperaturen in Noord-Spanje, en de winters zouden ook zonder verwarming doorstaan hebben kunnen worden. H. antecessor bewoonde vermoedelijk oorspronkelijk de kusten en drong tijdens warmere interglacialen het binnenland in, de Ebro stroomopwaarts volgend.
Blijkbaar werden de grotten niet permanent gebruikt. Integendeel, ze werden bezocht voor bepaalde activiteiten of op bepaalde tijdstippen van het jaar. Waarschijnlijk had de Homo antecessor een nomadische levenswijze, waarbij hij het wild, zijn primaire voedselbron, volgde. Hierop wijst ook het feit dat de fossielen door water in de grot lijken te zijn gespoeld, hoewel hun geringe erosie erop duidt dat ze oorspronkelijk niet ver van de grot werden afgezet.

### Kannibalisme
Sporen van beten op een tachtigtal gevonden menselijke botten wijzen mogelijk op kannibalisme. Analyse van onder andere overblijfselen van de schedel, romp en ledematen laten sporen van menselijke activiteiten zien, waaronder inkepingen, groeven en botbreuken, die verband houden met het slachten van karkassen. De menselijke botresten waren vermengd met skeletresten van dieren. De dierlijke resten vertonen dezelfde verwerkingskenmerken. Deze gegevens suggereren dan ook dat naast andere dieren ook de eigen soort door deze mensensoort geconsumeerd werd. 

De fossiele vondsten van Gran Dolina (TD6-niveau) tonen volgens diverse onderzoekers aan, dat het eten van soortgenoten niet gebeurde om rituele redenen of vanwege een hongersnood, maar een onderdeel was van het normale eetpatroon van H. antecessor. Problematisch is dat alle bewerkte specimina van kinderen of tieners zijn. Dat zou kunnen betekenen dat het toch om slachtoffers van andere leefgroepen gaat, dus een geval van exocannibalisme. Een andere verklaring zou kunnen zijn dat jonge individuen nu eenmaal talrijker zijn. Opvallend is dat hersenpannen van voor en achteren gekraakt zijn om de hersenen te bereiken. Dat is een methode die grote roofdieren gebruiken bij het eten van mensen. Gelijksoortige beschadigingen bij de schedel van de Pekingmens werden eerst ook aan kannibalisme toegeschreven, maar bleken achteraf beter te kunnen worden verklaard als predatie door hyenas. De gevlekte hyena kwam in het gebied voor. Tegen de mogelijkheid dat de hele vindplaats geen woonruimte van H. antecessor was, maar slechts een hol waarin roofdieren hun prooiresten lieten vallen, pleit de aanwezigheid van de werktuigen.

### Groei
In 2010 schatte Castro dat specimen ATD6-112, omvattende een bovenste en onderste eerste kies, een individu vertegenwoordigde dat tussen de 5,3 en 6,6 jaar oud stierf, extrapolerend uit de snelheid van tandaanleg bij respectievelijk chimpansees en moderne mensen. De hoge schatting valt binnen het variatiebereik van moderne mensen en zou kunnen wijzen op een lange prepuberale kindertijd die gebruikt kan zijn voor een vergrote cognitieve ontwikkeling.

## Fylogenie

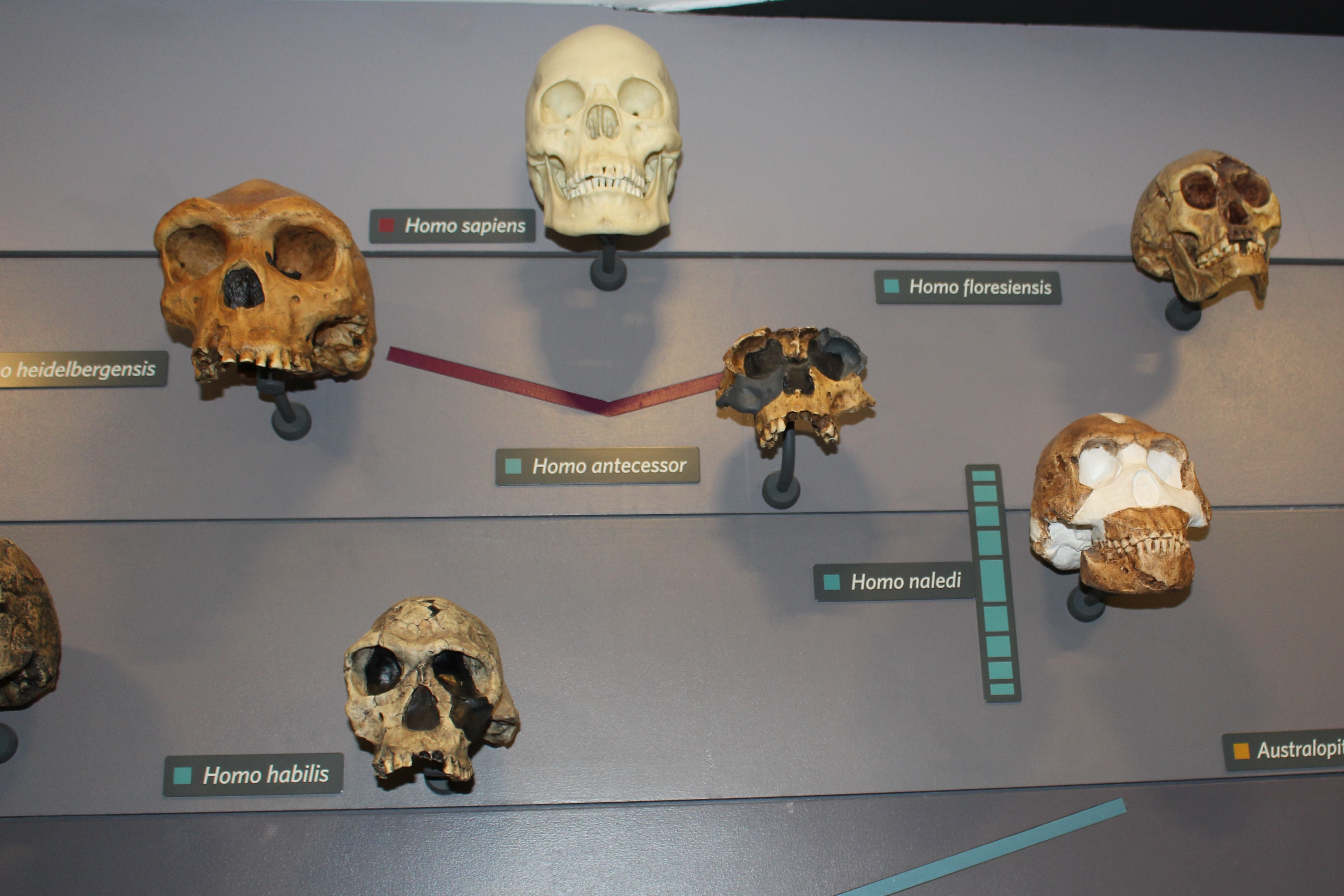
De plaats van H. antecessor in de stamboom is omstreden

Als de term Homo antecessor een echte soort wil aanduiden en niet slechts als een informele aanduiding voor mensachtigen uit de Gran Dolina fungeert, dan moet aangetoond worden dat hij zich van een eerdere soort, zoals Homo erectus, heeft afgesplitst. Daarna moet hij dan of uitgestorven zijn of zichzelf weer gesplitst hebben, zodat hij niet identiek is aan een al benoemde latere soort. Voor die laatste optie kozen de beschrijvers die stelden dat H. antecessor de voorouder was van zowel de neanderthalers als de moderne mens.
Dat het om een aparte soort zou gaan, zou ook aangetoond kunnen worden door het bezit van autapomorfieën, unieke afgeleide kenmerken. Deze zijn echter niet bij H. antecessor aangetroffen. Hij toont slechts een unieke combinatie van kenmerken die op zich niet uniek zijn.
Deze indeling van Homo antecessor als een aparte soort is controversieel. Al in 1997 uitte de Franse paleoantropoloog Jean-Jacques Hublin van het Centre National de la Recherche Scientifique in Science kritiek op het feit dat de nieuwe soort gedefinieerd werd op basis van in de eerste plaats schedelfragmenten van het gezicht van een juveniel individu en in de tweede plaats een onderkaakfragment ATD6-96, dat waarschijnlijk afkomstig is van een jonge vrouw. De wetenschap heeft slechts een gering aantal skeletresten van homininen in Europa of Voor-Azië gevonden die tussen 1,8 miljoen en 500 000 jaar oud zijn. Er is dus weinig fossiel vergelijkingsmateriaal, zeker wat betreft het gezicht van jongvolwassenen. Tijdens de rijping kan de vorm van de schedel bij volwassenen weer sterk veranderen. Vaak zijn fossielen van Homo antecessor toegewezen aan Homo ergaster of Homo heidelbergensis. Zo komt de onderkaak, die gevonden is in Sima del Elefante overeen met fossielen van zowel de jongere Homo heidelbergensis als die van Homo georgicus uit Dmanisi (Georgië). Esteban Sarmiento stelde in 2007 dat H. antecessor slechts een lokale variant van H. heidelbergiensis was, waarbij de verschillen voortkwamen uit aanpassingen aan het klimaat. Een studie uit 2013 concludeerde dat de overeenkomsten met de moderne mens, zoals een plat gezicht, een geval zouden kunnen zijn van parallelle evolutie.
In een overzichtsartikel over de oorsprong van Homo sapiens bestrijden Jeffrey H. Schwartz en Ian Tattersall de hypothese dat H. antecessor de laatste gemeenschappelijke voorouder van neanderthalers en de mens was, door erop te wijzen dat de twee jongere types te weinig anatomische eigenschappen delen met de vermeende voorlopersoort.
Het gebit van de onderkaak van H. antecessor komt volgens Schwartz en Tattersall sterk overeen met die van fossiele kaakfragmenten van de Ternifine-mens, H. mauritanicus of H. erectus mauritanicus - uit Algerije. Omdat de Algerijnse soort prioriteit heeft, moeten de Spaanse vondsten eveneens dezelfde soortnaam krijgen. Echter, een Spaanse studie uit 2007 stelde dat de veel robuustere H. mauritanicus en H. antecessor tot verschillende soorten behoren.
Behalve de morfologie kan ook de analyse van eiwitten en DNA uitsluitsel geven over de verwantschappen. In 2020 concludeerde een studie door Frido Welker e.a. waarbij proteïne uit de kies ATD6–92 vergeleken werd met een tand van Homo georgicus, dat H. antecessor de zustergroep vertegenwoordigde van de lijn die naar de moderne mens, de neanderthalers en de Denisovamensen loopt. Dat is in beginsel verenigbaar met de hypothese van de beschrijvers uit 1997.
Een speciaal probleem is de verhouding met Homo heidelbergensis, een mensensoort waarvan de resten later in Europa opduiken. Als H. antecessor werkelijk een voorouder is van zowel de moderne mens als de neanderthalers, dan kan H. heidelbergensis, indien die überhaupt iets direct met deze afstamming van doen heeft, op een groot aantal posities geplaatst zijn. Hij kan een oudere zijtak zijn van de lijn naar H. antecessor, een tak die het toevallig nog een tijd in Europa uithield. Hij kan ook juist een afstammeling zijn van H. antecessor, wat dan beter past bij de datering. Die afstammeling is dan wellicht de nog recentere gemeenschappelijke voorouder van H. sapiens en de neanderthalers. Dan vormen H. antecessor en H. heidelbergensis eigenlijk een chronospecies in een proces van anagenese. Maar hij kan ook een latere zijtak zijn van die lijn. Een volgende mogelijkheid is dat hij een fase is in de ontwikkeling van of de afgesplitste lijn van de moderne mens of juist die van de Neanderthaler. Het kan zelfs zijn dat wat wij H. heidelbergensis noemen in feite al twee gescheiden populaties zijn, ieder op weg naar respectievelijk Homo sapiens en de neanderthalers. De Spaanse onderzoekers neigen er sterk toe binnen het debat over de oorsprong van de neanderthaler H. heidelbergensis in het begin van de tak van de neanderthalers te plaatsen. Een uitzondering was de groep rond Arsuaga, die tussen 1999 en 2014 meende dat de Gran Dolina-vondsten onder H. heidelbergensis geschaard moesten worden, maar daar toen van terugkwam.
Een ander lastig vraagstuk is de lange verborgen ontwikkelingslijn of ghost lineage die moet worden aangenomen als H. antecessor echt de directe voorouder van Homo sapiens zou zijn. Daarvan duiken de eerste exemplaren immers op z'n vroegst zo'n driehonderdduizend jaar geleden op wat een kloof van zo'n vierhonderdduizend jaar impliceert. Onduidelijk is welke bouw mogelijke tussenvormen zouden hebben gehad, in welk tempo en volgorde veranderingen zich zouden hebben voorgedaan en vooral waar dit alles zou hebben plaatsgevonden. Er zijn namelijk sterke aanwijzingen dat de moderne mens grotendeels afstamt van tamelijk recente migranten uit Afrika. Het eenvoudigste scenario is dan dat H. antecessor zich al in Afrika van Homo ergaster heeft afgesplitst, de populatie in Spanje een noordelijke uitloper is, en oostelijk in Afrika via H. heidelbergensis de neanderthalers zich afsplitsten van H. antecessor alsmede apart Homo sapiens. Dit model wordt niet eenduidig door vondsten in Afrika ondersteund.
| Voorlopers en oude verwanten van de mens | Voorlopers en oude verwanten van de mens | Voorlopers en oude verwanten van de mens |
| Fossiel voorkomen                        | Geslacht                                 | Soorten |
| ---------------------------------------- | ---------------------------------------- | --- |
| 7 - 4,4 Ma                               | Sahelanthropus                           | Sahelanthropus tchadensis |
| 7 - 4,4 Ma                               | Orrorin                                  | Orrorin tugenensis |
| 7 - 4,4 Ma                               | Ardipithecus                             | Ardipithecus ramidus · Ardipithecus kadabba |
| 4,3 - 2 Ma                               | Australopithecus                         | A. anamensis · A. afarensis · A. bahrelghazali · A. africanus · A. garhi · A. sediba |
| 3,5 Ma                                   | Kenyanthropus                            | Kenyanthropus platyops |
| 2,5 - 1 Ma                               | Paranthropus                             | P. aethiopicus · P. boisei · P. robustus |
| tot heden                                | Homo                                     | H. antecessor · H. cepranensis · H. denisova · Homo erectus (Javamens · Pekingmens) · H. ergaster · H. floresiensis · H. gautengensis · H. georgicus · H. habilis · H. heidelbergensis · H. helmei · H. neanderthalensis · H. rhodesiensis · H. rudolfensis · Homo sapiens (H. s. idaltu · Cro-magnonmens · Red Deer Cave-mensen) |